# Hornoldendorf
Hornoldendorf is een plaats in de Duitse gemeente Detmold, deelstaat Noordrijn-Westfalen, en telt 174 inwoners (2006).